# 小行星8561
小行星8561（英語：8561 Sikoruk）是一颗围绕太阳公转的小行星。1995年9月26日，T. V. Kryachko在喀山发现了此天体。
这颗小行星的绝对星等为239.00060等。